# Wechselwirkungslehre
Die Wechselwirkungslehre, auch als Wechselwirkungstheorie bezeichnet, ist eine spezielle Ausprägung des Verhältnismäßigkeitsgrundsatzes.

## Bedeutung
Die Wechselwirkungslehre besagt, dass Gesetze, die Grundrechte beschränken, ihrerseits im Lichte der Bedeutung dieses Grundrechtes ausgelegt und in ihrer das Grundrecht begrenzenden Wirkung selbst wieder eingeschränkt werden müssen.
Eigenständige Bedeutung kommt der Wechselwirkungslehre im Zusammenhang mit der in Art. 5 Abs. 1 GG gewährleisteten Meinungsfreiheit zu.
Auch dort, wo die Verfassung die Beschränkung eines Grundrechtes durch Gesetz zulässt, stellt sie nach Auffassung des Bundesverfassungsgerichts im Lüth-Urteil an dieses Gesetz und an seine Auslegung die zusätzliche Anforderung, die grundrechtliche Garantie zugunsten des Individuums im Blick zu behalten. Die „allgemeinen Gesetze“ im Sinne des Art. 5 Abs. 2 GG müssten im Lichte der besonderen Bedeutung des Grundrechts der freien Meinungsäußerung für den freiheitlichen demokratischen Staat ausgelegt werden. Der Einschränkung eines Grundrechts setzt die Wechselwirkungslehre damit ihrerseits eine Schranke (Schranken-Schranke).
Die Anwendung der Wechselwirkungslehre führt dazu, dass nur solche Regelungen verhältnismäßig sind, die ein angemessenes Verhältnis zwischen der Bedeutung der Meinungsfreiheit einerseits und dem Rang des durch die Meinungsäußerung beeinträchtigten Rechtsguts, das das einfache Recht schützen will, andererseits herstellen.
Als spöttische Bezeichnung für die Wechselwirkungslehre ist der Begriff „Schaukeltheorie“ bekannt.
Die Anwendung der Wechselwirkungslehre wurde in der Literatur kritisiert, weil sie dem Gericht einen zu großen Spielraum für eigenständige Argumentation gewähre und die Meinungsfreiheit zu Lasten des Ehrenschutzes stärke.